# Стетоскоп

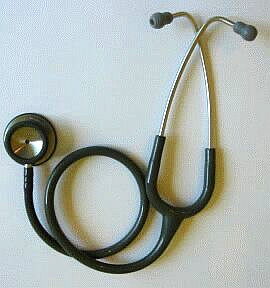
Стетофонендоскоп с двусторонней головкой: с воронкой и мембраной

Стетоско́п (греч. στήθος «грудь» + σκοπέω «смотрю») — медицинский диагностический прибор для аускультации (выслушивания) звуков, исходящих от сердца, сосудов, лёгких, бронхов, кишечника и других органов. Также стетоскоп используется для выслушивания тонов Короткова при измерении артериального давления и для проверки правильного местонахождения желудочного зонда при проведении энтерального питания или промывания желудка.
Рабочей деталью стетоскопа является головка, которая прикладывается к поверхности тела пациента и улавливает звуки внутренних органов. По гибкому звукопроводу звук направляется в слуховой канал исследователя. У классических стетоскопов головка состоит из воронкообразной («колокола») и плоской частей, обе части могут использоваться для аускультации. Воронкообразная часть лучше улавливает низкие частоты, плоская — высокие. 
Специальные немедицинские (технические) стетоскопы используются для диагностики работы механизмов: трансмиссии, кривошипно-шатунного механизма, подшипников, втулок, клапанов и других деталей и узлов. Чувствительным элементом такого стетоскопа является тонкий металлический стержень, прикладываемый к диагностируемому механизму.

## История

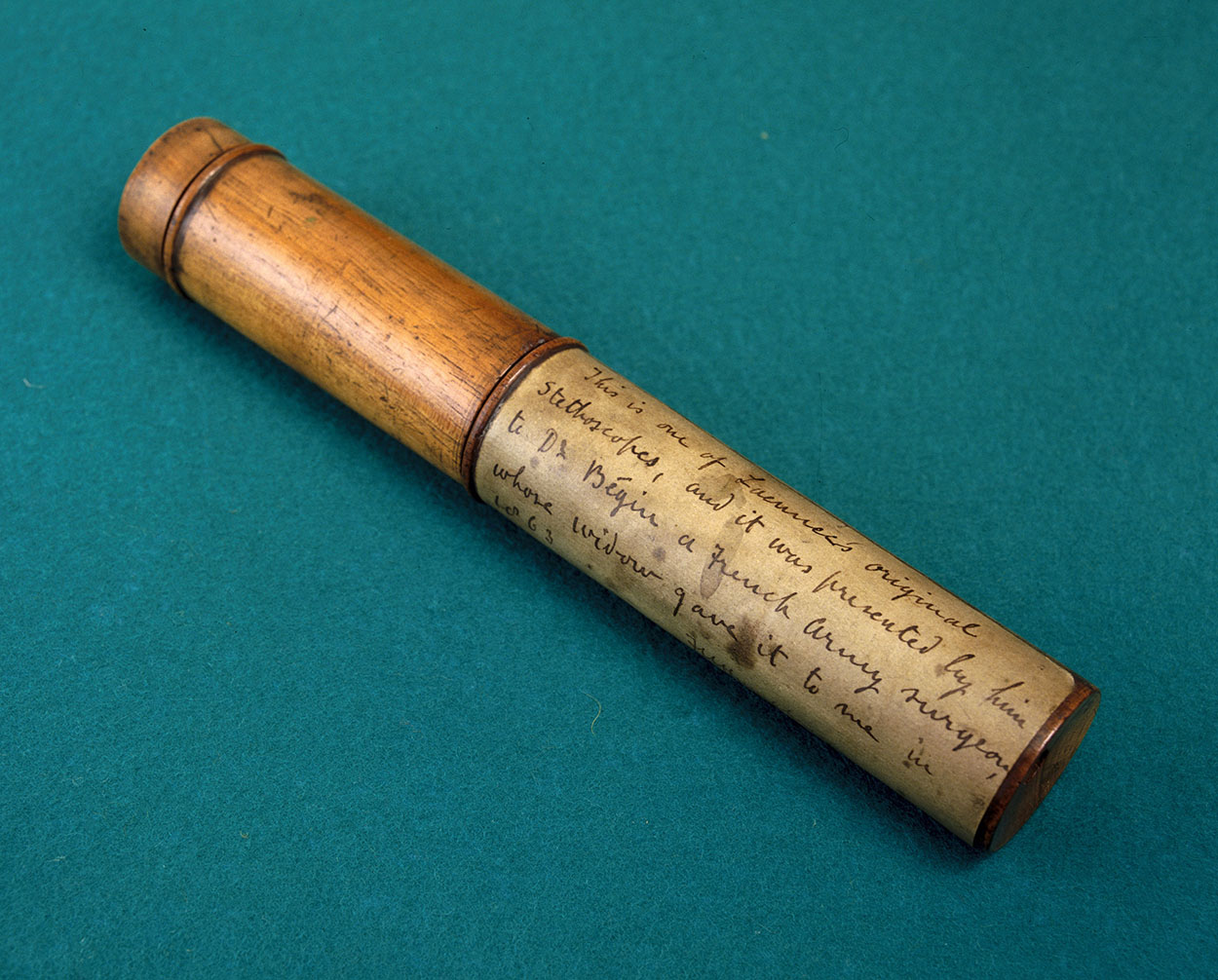
Стетоскоп Лаэннека. 1820 г.

Стетоскоп изобретён в 1816 основоположником диагностического метода аускультации Рене Лаэннеком, французским врачом, основателем научной диагностики (главный труд: «De l’auscultation médiate», 1819). Не желая, как это делалось обычно, прикладывать ухо прямо к груди молодой пациентки, у которой требовалось прослушать сердце, Лаэннек использовал свёрнутые листы бумаги и обнаружил, что слышал не так уж плохо, а даже лучше, чем обычно. Стетоскоп претерпел ряд изменений, его устройство было усовершенствовано, но принцип и физика стетоскопа остались неизменны.
Название фонендоско́п (греч. φωνή «звук; голос» + ἔνδον «внутри» + σκοπέω «смотрю») впервые было предложено в 1894 году профессором «подготовительной клинической медицины» Пармского университета А. Бьянши и профессором физики технического института Галилея Э. Баззи (1854—1921) для изобретённого ими стетоскопа оригинальной конструкции.
В 1940-х годах, после усовершенствования стетоскопа Спрэгом и Раппапортом, стетоскоп приобретает свой современный вид и становится стандартом для стетоскопов — это стетоскоп Спрэга-Раппапорта или просто стетоскоп Раппапорта.
В настоящее время, классическим вариантом стетоскопа является стетофонендоскоп, объединяющий в своей двусторонней головке воронку (как у стетоскопа) и мембрану (как у фонендоскопа). В общем случае, фонендоскопы и стетофонендоскопы называются термином «стетоскоп» или «фонендоскоп».

## Конструкция
Головка — деталь, прикладываемая к телу человека для улавливания и усиления аускультативных звуков. Может быть односторонней или двусторонней. Односторонняя головка имеет либо мембрану (у фонендоскопов), либо воронку (у стетоскопов). Двусторонняя головка как правило состоит из мембраны на одной стороне и воронки на другой, либо из двух мембран разных диаметров. Переключение сторон головки осуществляется её поворотом на 180 градусов вокруг штуцера головки, соединённого со звукопроводом.
Мембрана лучше улавливает аускультативные звуки более высоких частот, воронка — более низких. Мембрана представляет собой упругую плоскую или немного выпуклую (как часовое стекло) в сторону тела пациента пластинку, которая устанавливается на головку и как правило, является её заменяемой частью. Наиболее чувствительные мембраны изготавливают из эпоксидного материала, армированного стекловолокном, менее чувствительные — из поливинилхлорида (ПВХ).
Звукопровод — гибкий шланг, проводящий звук от головки стетоскопа в уши исследователя. В зависимости от конструкции стетоскопа, с головкой может быть соединён один или два звукопровода. Если звукопровод один, то перед соединением с дужками он разделяется на два.
Дужки — две металлические трубки, соединяемые со звукопроводом. Дужки имеют пружину для плотного прилегания олив к слуховым проходам. Концы дужек могут быть направлены несколько вперёд для расположения олив под углом, соответствующему углу входа в слуховой проход.
Оливы — две округлых мягких или жёстких насадки на концах дужек, вставляемые в преддверия наружных слуховых проходов исследователя. Могут быть разных диаметров, в зависимости от диаметра преддверия слухового прохода. Как правило, наряду с мембраной, оливы являются заменяемой частью стетоскопа. Оливы должны плотно, герметично, но без излишнего нажима, прилегать к слуховым проходам — это важно для соблюдения замкнутости звукопроводящей системы, так как малейшее отверстие между оливой и слуховым проходом ведёт к ухудшению качества аускультации.

## Виды
Терапевтический (общего назначения) — для аускультации взрослых.
Неонатальный — для новорождённых (возраст до 28 дней).
Педиатрический — для аускультации детей. Неонатальный и педиатрический стетоскопы отличаются уменьшенными размерами головки по сравнению со взрослым стетоскопом.
Стетоскоп Раппапорта — универсальный прибор для аускультации детей и взрослых. Имеет массивную двустороннюю головку с возможностью устанавливать различные насадки: две выпуклые мембраны и три воронки разных диаметров. Также, отличительной особенностью является наличие двух независимых звукопроводов, что способствует хорошей звукопередаче. Это один из самых тяжёлых стетоскопов.
Кардиологический — стетоскоп с высокими акустическими характеристиками, дающий наиболее полный спектр звуков, что имеет важное значение при выслушивании сердечных тонов и шумов.
Акушерский (стетоскоп Пинара, фетоскоп) — для выслушивания сердцебиения плода у беременной женщины. Представляет собой короткую жёсткую трубку в виде двухконечного раструба (по типу первых стетоскопов). Этот вид стетоскопа был изобретён в XIX веке французским акушером Адольфом Пинаром (1844—1934).
Стетоскоп для выслушивания тонов Короткова при измерении артериального давления — это простейший стетоскоп с односторонней головкой с мембраной.
Электронный стетоскоп — в отличие от акустических стетоскопов, в его головке имеется микрофон, преобразующий акустический звук в электронные сигналы, которые обрабатываются и снова преобразуются в звук при помощи динамиков, встроенных в ушные оливы (происходит двойное преобразование звука). Как правило, электронные стетоскопы предназначены для взрослых пациентов.

### Изображения

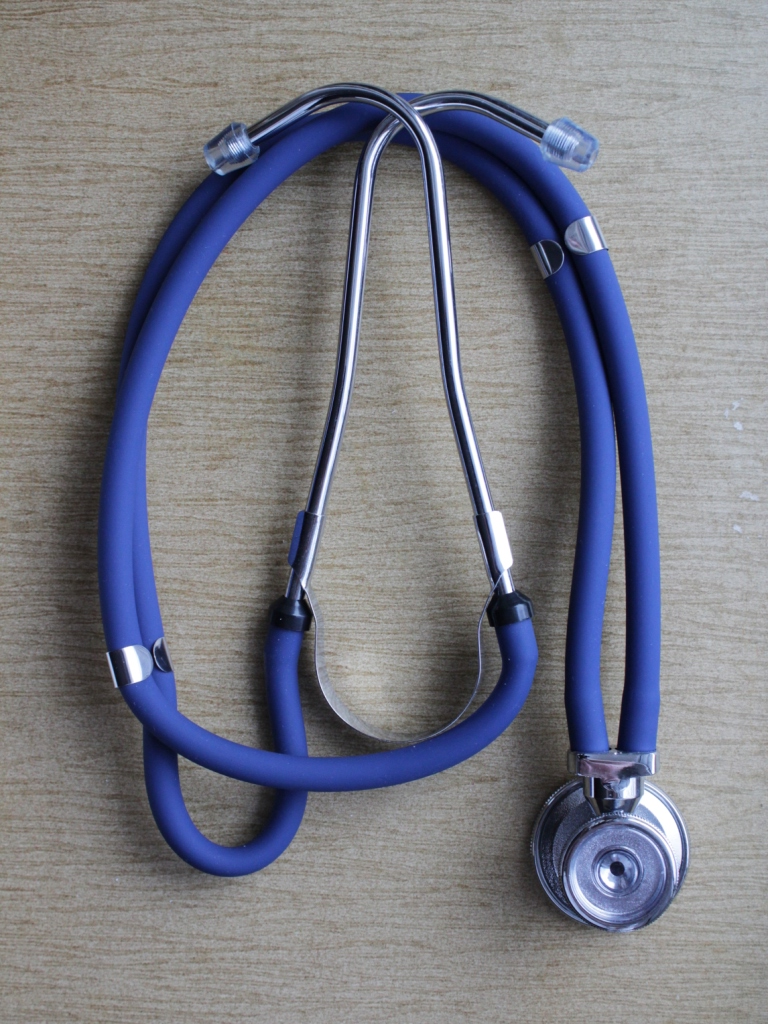
Стетоскоп Раппапорта
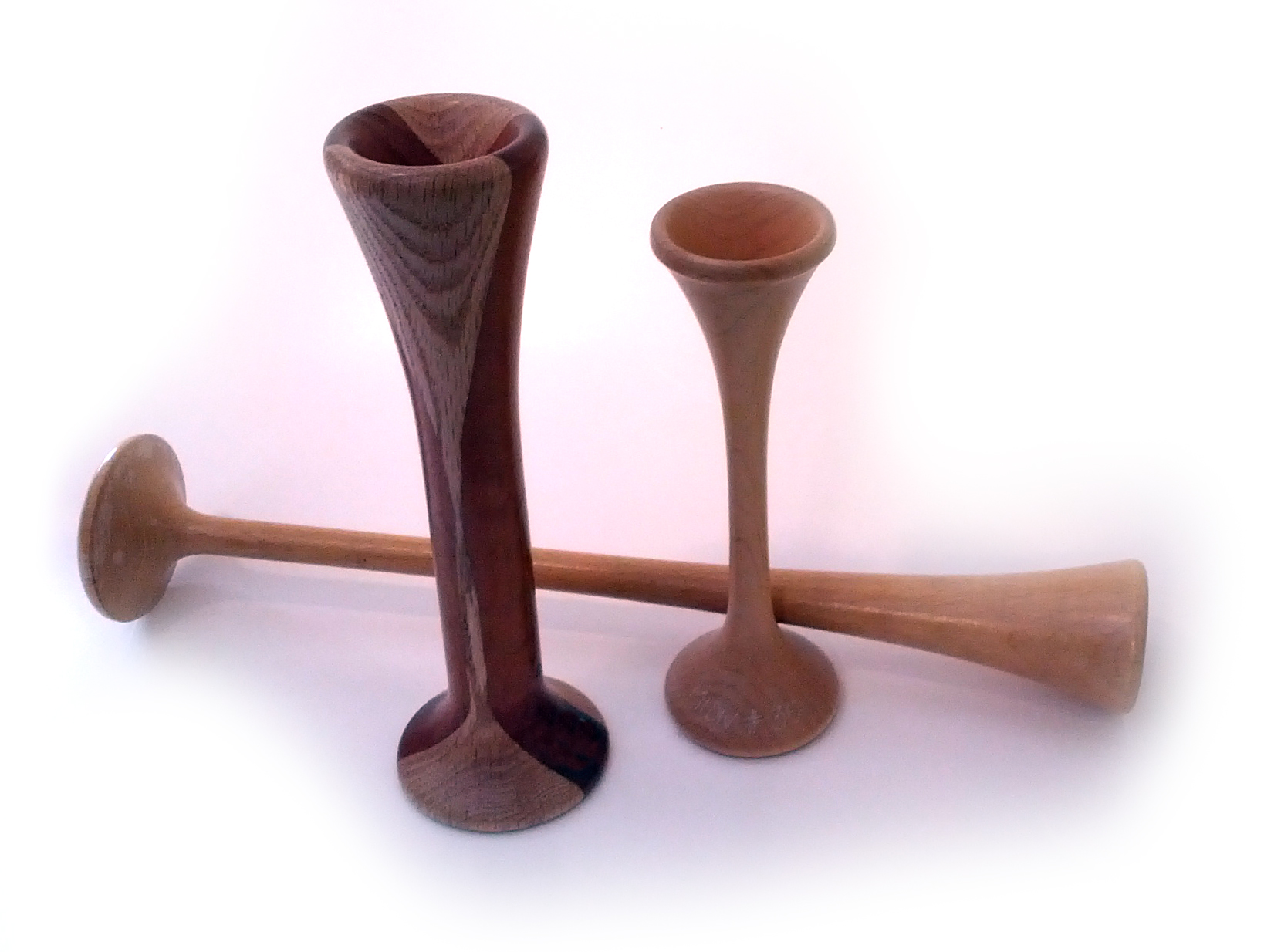
Деревянные акушерские стетоскопы
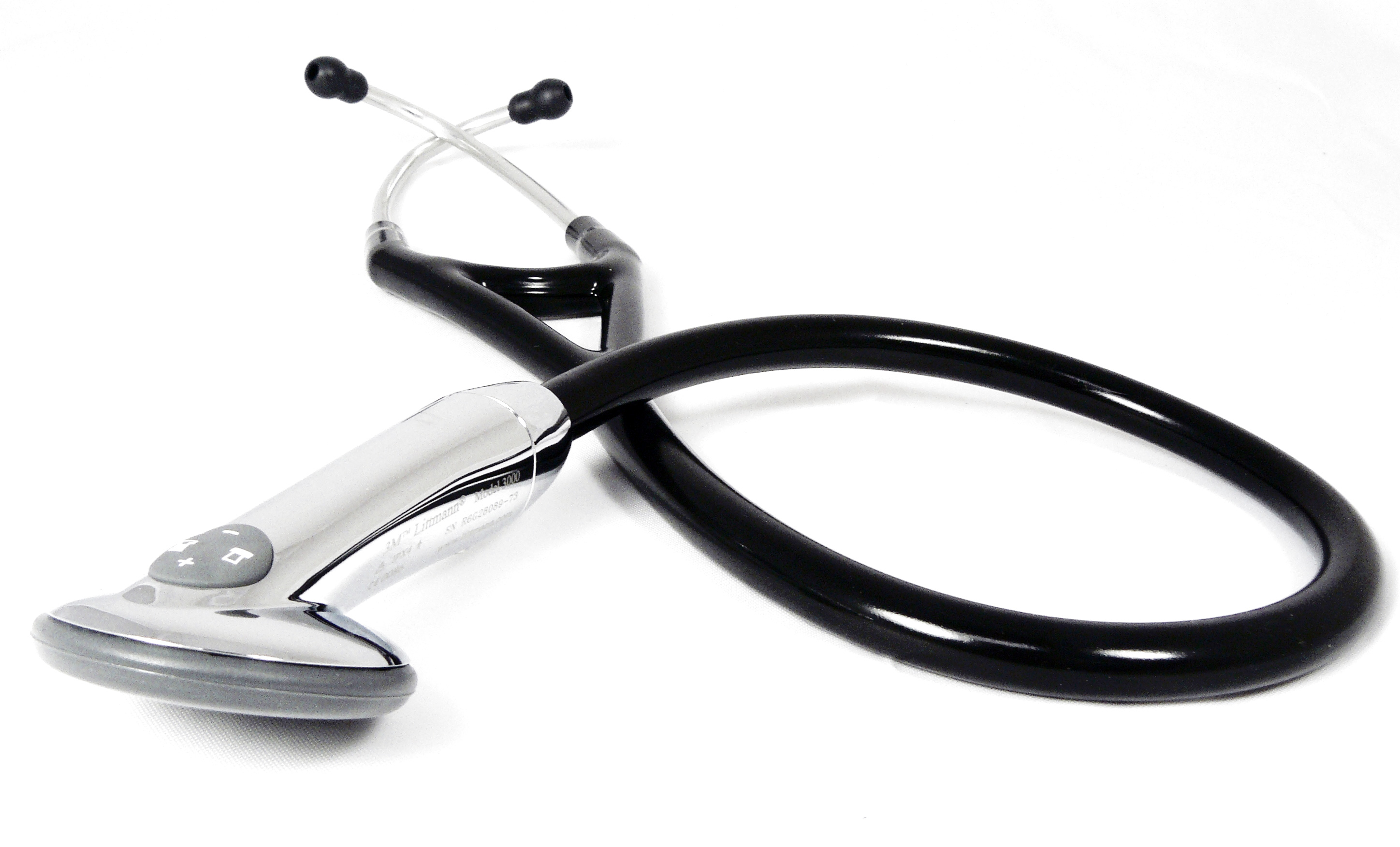
Электронный стетоскоп
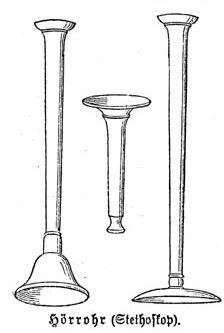
Первые стетоскопы
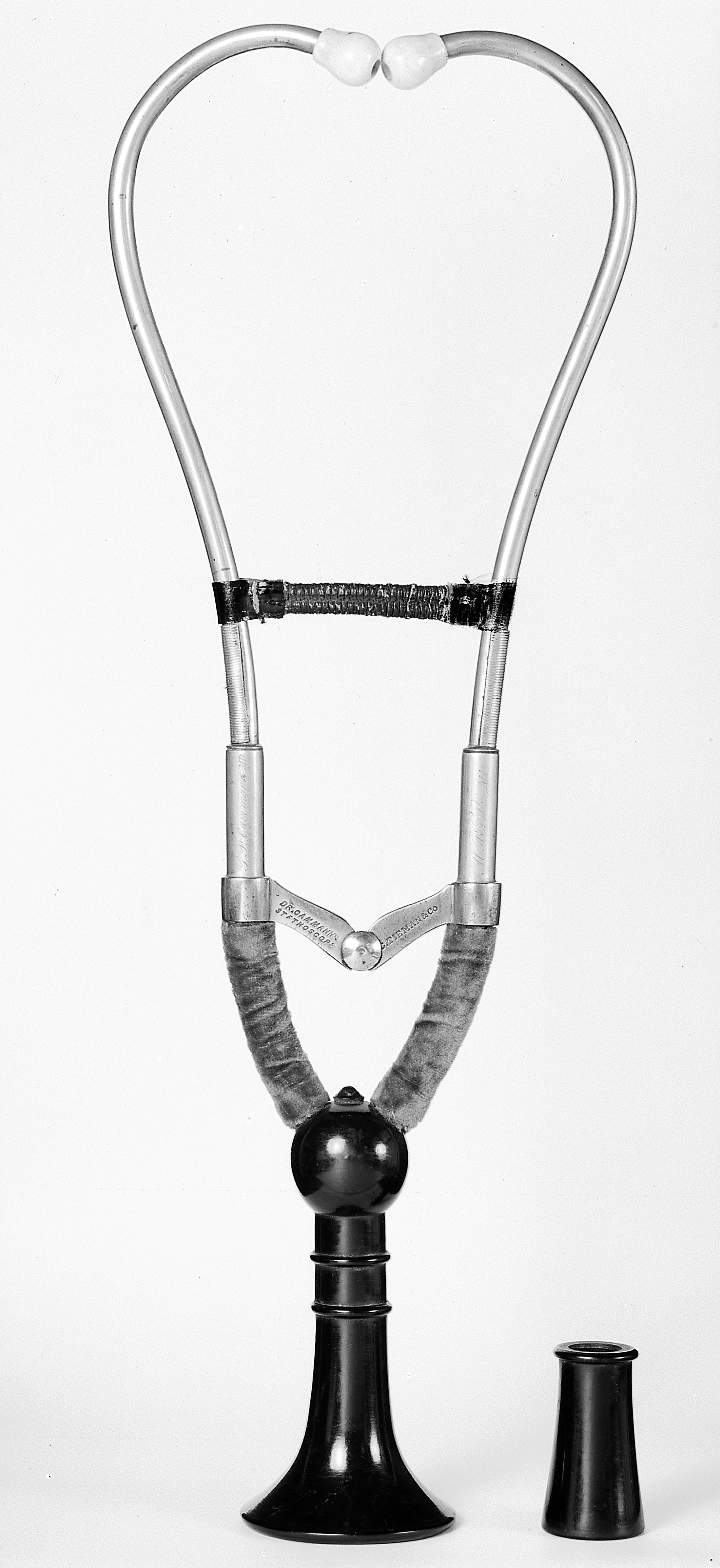
Стетоскоп Каммана, разработанный в 1855 году
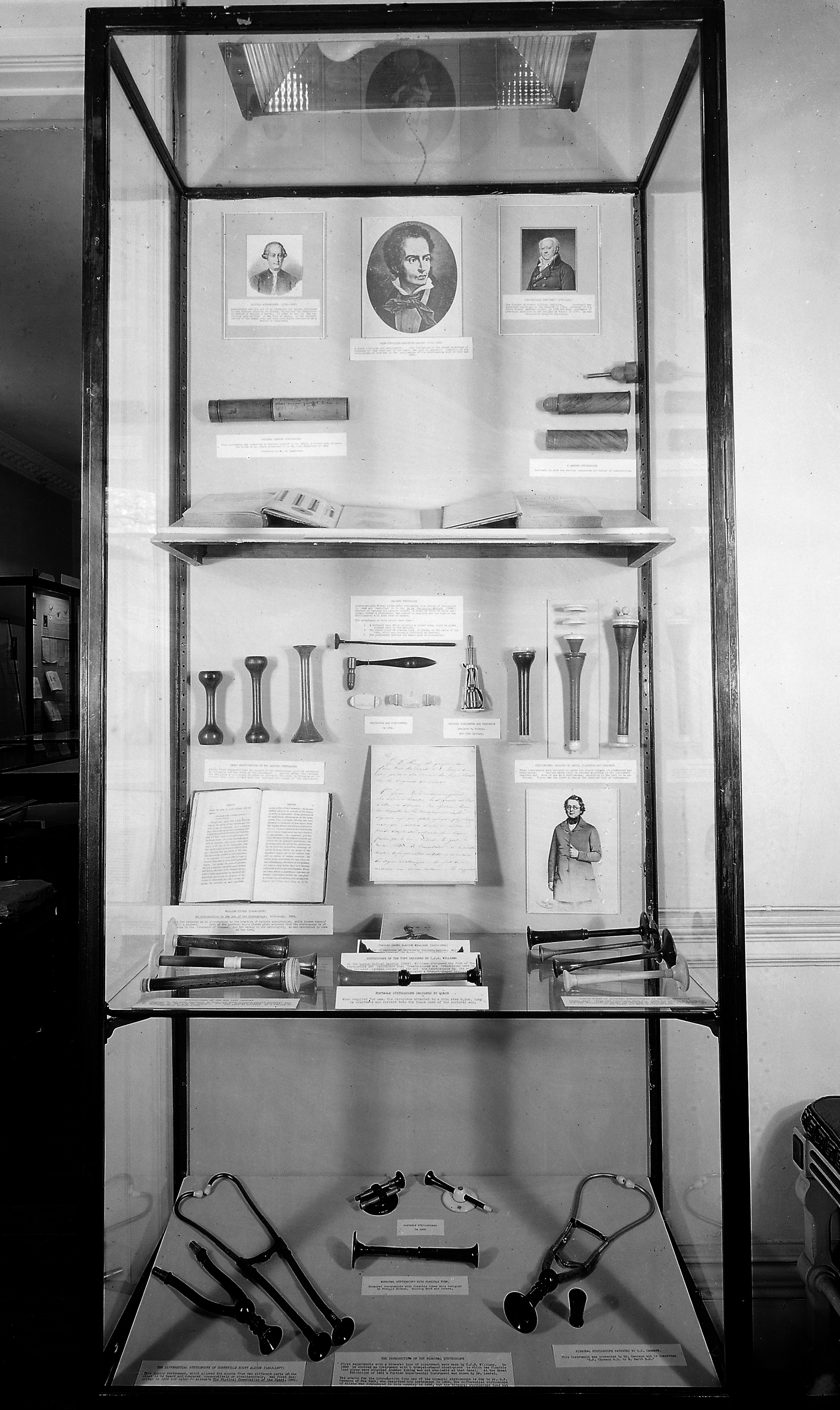
Выставочные образцы исторических стетоскопов середины XIX века